# 強烈熱帶風暴艾濤 (2015年)
強烈熱帶風暴艾濤（國際編號：1518，聯合颱風警報中心：WP182015）為2015年太平洋颱風季第18個被命名的風暴。「艾濤」一名是由美國所提供，是帛琉語，風暴中的雲的意思。

## 氣象歷史
2015年9月5日早晨，一个向西北方向移动对流区在关岛西北约300海里处被发现，其深对流带其中在底层环流中心西北侧，位于系统东北象限的反气旋给系统提供了一个低垂直風切變和弱流出的环境。同日晚些时候，该熱帶擾動被日本氣象廳升格为热带低气压。翌日，联合台风警报中心对该热带低气压发出熱帶氣旋形成警報，同日下午，日本气象厅发布了对该系统的第一次报告。7日凌晨，日本气象厅升格系统为热带风暴，并命名为「艾涛」。同日清晨，联合台风警报中心对该风暴发出第一次警告，指出该系统已经增强为热带低气压，并给予编号「18W」。此时艾涛沿副热带高压的西侧朝东北方向移动，并发展出深对流带覆盖住其暴露且不明确的低层环流中心。
同日下午，卫星图像显示风暴在极向流出改善的情况下增强了中心附近的对流，并持续沿副热带高压的西侧边缘移动。同日晚上，系统在有力的高层环境下继续维持稳定的流出和对流，这使得联合台风警报中心在深夜升格艾涛为热带风暴。次日早晨，风暴的南侧和北侧的对流均得到了加强，并更加紧密的包裹住了低层环流中心。微波图像显示系统中心出现了眼状特征。下午，日本气象厅的报告显示风暴已经增强为强热带风暴。风暴之后进入到西北侧的中纬度槽带来的强烈垂直风切变区，在一定程度上抵消了优秀的极向流出带来的影响。此时风暴仍沿副热带高压的西侧移动，逐渐接近日本东海岸和中纬度槽。风暴在8日深夜至9日凌晨期间出现一次对流的突然增强，但对流在9日清晨开始衰弱，并进入有30至40节强度垂直风切变的斜压区，开始向溫帶氣旋转化，此时系统维持55节的强度。日本時間9日早上10时，艾涛在日本爱知县知多半岛登陆，多光谱卫星显示风暴出现了斜压带内特征的带状云系，低层环流中心受日本陆地影响持续衰弱，联合台风警报中心据此在同日正午发出最后的警报。风暴在同日下午被日本气象厅降格为热带风暴，并在同日晚上转化为温带气旋。

## 影響

### 日本

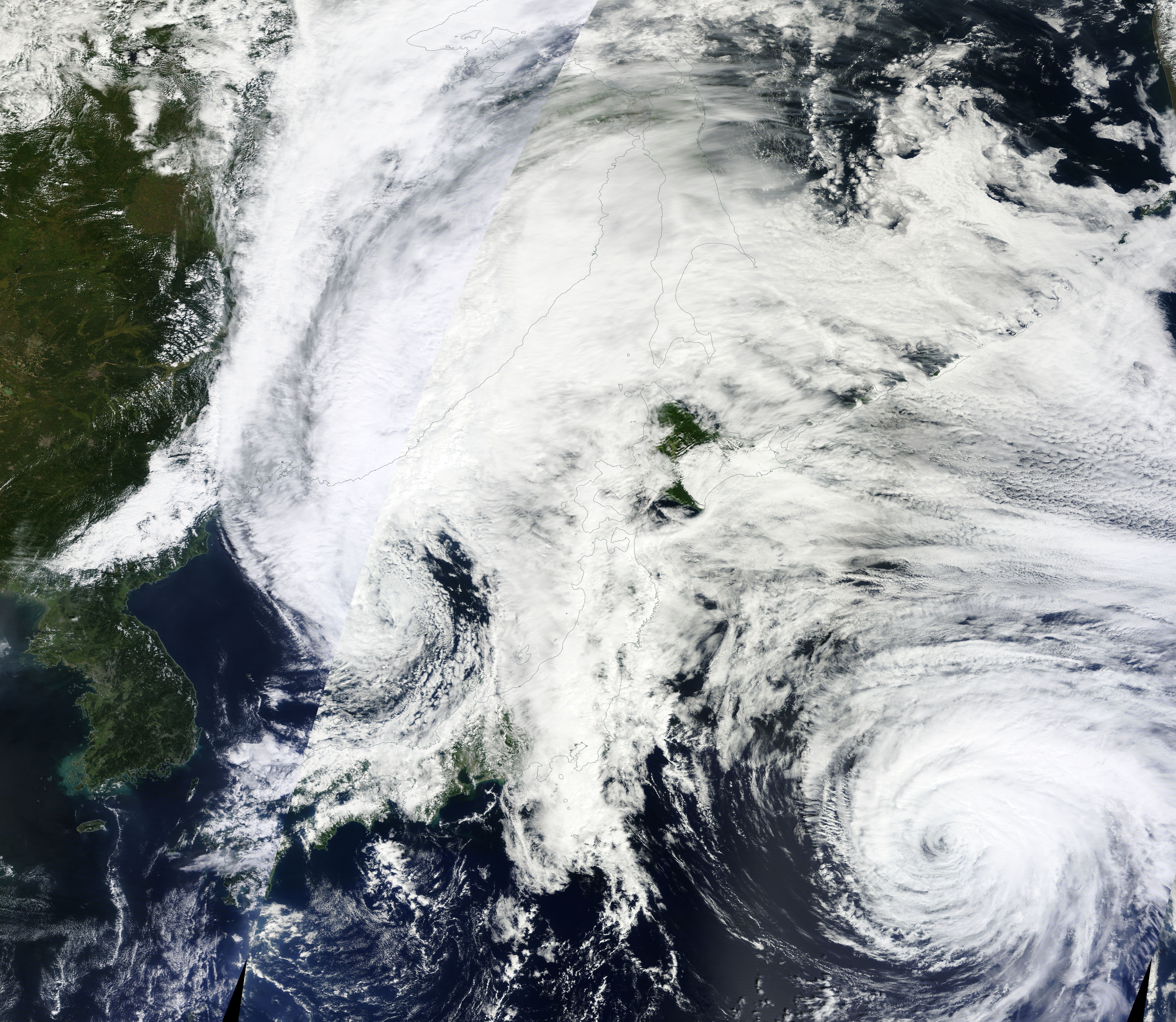
9月10日，位于日本海上空、转化为温带气旋的艾涛。锋面系统从气旋的中心扩大，覆盖整个本州东部。在艾涛的东南方可以看见強烈熱帶風暴基洛

艾涛在日本时间9月9日10时在爱知县知多半岛登陆，在艾涛吹袭期间，日本多地普降暴雨。为应对艾涛造成的暴雨，日本气象厅在10日的0时、8时和次日的4时对栃木县、茨城县和宫城县发布了最高级别的「特別警報」。艾涛吹袭期间，三重县的鸟羽市和宫城县的栗原市出现一小时超过70毫米的猛烈降水，而在栃木县的日光市，风暴为该地在10日和11日的24小时内带来了超过550毫米的降雨。另外，北海道襟裳岬在艾涛吹袭期间录得最大持续风速22.8米/秒，而东京都的神津島村录得最大瞬间风速30.9米/秒。
艾涛在日本造成8人死亡，79人受伤。受风暴以及其转化后的温带气旋影响，日本各地出现大量地质灾害，全日本有17个都道府县出现了总计149处的地质灾害。在艾涛吹袭期间，风暴带来的大雨致使日本19条河流决堤、67条河流出现漫坝等水情。在利根川流域的栃木县小山市和栃木市均在大雨中出现漫堤，致使超过3,000幢房屋入水。风暴在日本全国造成了3,946幢房屋损坏，而其中茨城县出现了3,836幢；另有75幢房屋在风暴中被完全摧毁。受风暴影响，国土交通省在8日对在静冈县滨松市东区、南区的接近25万人发出避难劝告，其中超过7万人被要求强制避难。
另外，在鬼怒川流域的茨城县常總市三坂町，在河道下游约21公里处出现决堤，导致下游出现约40平方公里的地区被洪水淹没。在洪水中，有2人在洪水中丧生，约11,000幢房屋在洪水中出现不同程度入水。洪水还使得鬼怒川东侧的净水站和给水站浸水而致使鬼怒川东侧的地区全部停水，至少11,800户受到影响。洪水还导致茨城县常总市、坂東市、筑波未来市的超过两万条电话线被切断，接近六千个FLET'S的用户也一时访问互联网。
受风暴引发的地质灾害影响，在茨城县有多所发电站遭到破坏，致使茨城县常总市、筑波未来市和栃木县日光市的東京電力管区内有11,800户家庭停电。

#### 統計
以下為9月7日至11日期間總降雨量的地區及雨量紀錄：
| 排行 | 所在地點               | 測站名稱 | 降水量(mm) |
| ---- | ---------------------- | -------- | ---------- |
| 1    | 栃木縣日光             | 今市     | 647.5      |
| 2    | 栃木縣日光             | 五十里   | 627        |
| 3    | 栃木縣日光             | 土呂部   | 564        |
| 4    | 宮城縣伊具郡丸森町     | 筆甫     | 536        |
| 5    | 栃木縣鹿沼             | 鹿沼     | 526        |
| 6    | 栃木縣日光             | 奥日光   | 488.5      |
| 7    | 福島縣双葉郡川内村     | 川内     | 482        |
| 8    | 福島縣相馬郡飯舘村     | 飯舘     | 432        |
| 9    | 鳥取縣西伯郡大山町     | 大山     | 430.5      |
| 10   | 栃木縣栃木             | 栃木     | 428.5      |
| 11   | 福島縣福島             | 鷲倉     | 419.5      |
| 12   | 福島縣双葉郡浪江町     | 津島     | 410        |
| 13   | 宮城縣仙台市泉区       | 泉ケ岳   | 397.5      |
| 14   | 三重縣鳥羽             | 鳥羽     | 363.5      |
| 15   | 鳥取縣鳥取             | 鹿野     | 359        |
| 16   | 神奈川縣足柄下郡箱根町 | 箱根     | 354.5      |
| 17   | 福島縣南相馬           | 原町     | 349        |
| 18   | 静岡縣伊豆             | 天城山   | 334.5      |
| 19   | 埼玉縣越谷             | 越谷     | 334        |
| 20   | 千葉縣市原             | 牛久     | 332.5      |

以下為9月7日至11日期間出現較大風力的地區及風力：
| 排行 | 所在地點             | 測站名稱     | 持續風速(m/s) | 風向   | 時間            |
| ---- | -------------------- | ------------ | ------------- | ------ | --------------- |
| 1    | 北海道幌泉郡襟裳町   | 襟裳岬       | 22.8          | 北東   | 9月9日21時47分  |
| 2    | 東京都神津島村       | 神津島       | 22.3          | 南東   | 9月9日4時14分   |
| 3    | 静岡縣賀茂郡南伊豆町 | 石廊崎       | 19.5          | 東北東 | 9月9日4時11分   |
| 4    | 山形縣酒田市         | 飛島         | 19.3          | 西南西 | 9月11日21時38分 |
| 5    | 富山縣下新川郡朝日町 | 泊           | 18.3          | 東北東 | 9月9日9時48分   |
| 6    | 東京都三宅村         | 三宅島       | 18.2          | 北東   | 9月8日23時05分  |
| 7    | 北海道奥尻郡奥尻町   | 奥尻         | 17.9          | 南東   | 9月10日14時18分 |
| 8    | 愛知縣常滑市         | 中部國際機場 | 17.8          | 西北西 | 9月9日10時21分  |
| 9    | 愛知縣豊橋市         | 豊橋         | 17.1          | 東     | 9月9日7時31分   |
| 10   | 北海道稚内市         | 宗谷岬       | 16.6          | 東南東 | 9月10日1時50分  |
| 11   | 東京都大島町         | 大島北ノ山   | 16.5          | 北東   | 9月8日20時34分  |
| 12   | 北海道寿都郡寿都町   | 寿都         | 16.3          | 南南東 | 9月10日18時50分 |
| 12   | 北海道根室市         | 根室         | 16.3          | 北北東 | 9月11日17時     |
| 14   | 北海道根室市         | 納沙布       | 16.0          | 北北東 | 9月11日17時59分 |
| 15   | 北海道虻田郡倶知安町 | 倶知安       | 15.9          | 東     | 9月10日12時35分 |
| 15   | 東京都三宅村         | 三宅坪田     | 15.9          | 南南西 | 9月7日3時1分    |
| 15   | 愛知縣田原市         | 伊良湖       | 15.9          | 東     | 9月9日8時25分   |
| 18   | 北海道奥尻郡奥尻町   | 米岡         | 15.4          | 東     | 9月9日23時17分  |
| 18   | 静岡縣御前崎市       | 御前崎       | 15.4          | 東     | 9月9日5時47分   |
| 20   | 富山縣冰見市         | 冰見         | 15.3          | 北東   | 9月9日10時50分  |

| 排行 | 所在地點             | 測站名稱     | 瞬間風速(m/s) | 風向   | 時間            |
| ---- | -------------------- | ------------ | ------------- | ------ | --------------- |
| 1    | 東京都神津島村       | 神津島       | 30.9          | 南東   | 9月9日5時3分    |
| 2    | 愛知縣田原市         | 伊良湖       | 30.3          | 東     | 9月9日8時25分   |
| 3    | 愛知縣名古屋市千種区 | 名古屋       | 30.1          | 南東   | 9月9日11時3分   |
| 4    | 静岡縣賀茂郡南伊豆町 | 石廊崎       | 29.3          | 東     | 9月9日4時45分   |
| 5    | 北海道幌泉郡襟裳町   | 襟裳岬       | 28.9          | 北東   | 9月9日17時46分  |
| 6    | 愛知縣常滑市         | 中部國際機場 | 28.8          | 西北西 | 9月9日9時46分   |
| 7    | 愛知縣豊橋市         | 豊橋         | 26.7          | 東南東 | 9月9日9時18分   |
| 8    | 東京都八丈町         | 八重見ヶ原   | 26.2          | 東北東 | 9月8日23時54分  |
| 8    | 愛知縣蒲郡市         | 蒲郡         | 26.2          | 東     | 9月9日9時11分   |
| 10   | 富山縣下新川郡朝日町 | 泊           | 25.9          | 東北東 | 9月9日9時28分   |
| 11   | 富山縣高岡市         | 伏木         | 25.8          | 北東   | 9月9日9時57分   |
| 12   | 北海道根室市         | 根室         | 25.5          | 北北東 | 9月11日18時51分 |
| 12   | 静岡縣御前崎市       | 御前崎       | 25.5          | 東     | 9月9日5時18分   |
| 14   | 北海道奥尻郡奥尻町   | 奥尻         | 25.4          | 南東   | 9月10日14時40分 |
| 14   | 青森縣西津軽郡深浦町 | 深浦         | 25.4          | 東南東 | 9月9日21時59分  |
| 16   | 東京都八丈町         | 八丈島       | 25.3          | 東北東 | 9月9日2時56分   |
| 17   | 北海道久遠郡瀨棚町   | 瀨棚         | 25.1          | 東     | 9月10日8時40分  |
| 18   | 静岡縣賀茂郡松崎町   | 松崎         | 25.0          | 東     | 9月9日6時11分   |
| 19   | 北海道虻田郡倶知安町 | 倶知安       | 24.9          | 東南東 | 9月10日13時2分  |
| 20   | 栃木縣日光市         | 奥日光       | 24.6          | 東     | 9月9日11時3分   |

## 外部連結
- （日語）日本氣象廳首頁 （页面存档备份，存于）
- （英文）聯合颱風警報中心首頁 （页面存档备份，存于）
- （简体中文）中央氣象台首頁
- （繁體中文）中央氣象局首頁 （页面存档备份，存于）
- （繁體中文）香港天文台首頁 （页面存档备份，存于）
- （繁體中文）澳門地球物理暨氣象局首頁 （页面存档备份，存于）
- （英文）菲律賓大氣地球物理和天文管理局首頁 （页面存档备份，存于）